# Borsodivánka
Borsodivánka là một thị trấn thuộc hạt Borsod-Abaúj-Zemplén, Hungary. Thị trấn này có diện tích 15,91 km², dân số năm 2010 là 754 người, mật độ 47 người/km².